# أكيرا كونو (لاعب جمباز فني)
أكيرا كونو (باليابانية: 河野昭؛ بالكانا: こうの あきら) هو لاعب جمباز فني ياباني، ولد في 11 سبتمبر 1929 في إهيمه في اليابان، وتوفي في 25 ديسمبر 1995.

## وصلات خارجية
- أكيرا كونو على موقع أوليمبيديا (الإنجليزية)